# خواكين كاناليس
خواكين كاناليس (بالإسبانية: Joaquín Canales) (19 مايو 1962 بسان سلفادور في السلفادور - ) هو لاعب كرة قدم سلفادوري في مركز الوسط. شارك مع منتخب السلفادور لكرة القدم. أما مع النوادي، فقد لعب مع واشنطن ديبلومتس ونادي أليانزا ‏.

## وصلات خارجية
- خواكين كاناليس على موقع ناشيونال فوتبول تيمز (الإنجليزية)